# Wynonna Earp (serie de televisión)
Wynonna Earp es una serie de televisión canadiense/estadounidense de ficción sobrenatural wéstern creada por Emily Andras y basada en la colección de cómics homónima de Beau Smith. Melanie Scrofano interpreta a la protagonista, la tataranieta del afamado marshall (alguacil) Wyatt Earp. En la serie, Wynonna Earp vuelve a su pueblo natal Purgatorio, cerca de las montañas Rocosas de Canadá, donde lucha contra revenants, que son los forajidos reencarnados que Wyatt había matado.
Syfy adquirió los derechos en Estados Unidos de Wynonna Earp y ordenó una temporada de 13 episodios en 2015, que se estrenó el 1 de abril de 2016 en Estados Unidos. Se estrenó en Canadá en la cadena CHCH-DT el 4 de abril. ViacomCBS Networks International adquirió los derechos para retransmisión la serie en el canal multinacional Spike en julio de 2016. Desde entonces, se han estrenado tres temporadas y la grabación de la cuarta empezó en 2020 antes de ser suspendida debido a la pandemia de COVID-19. La cuarta temporada se estrenó en Syfy y CTV Sci-Fi Channel el 26 de julio de 2020. El 5 de febrero de 2021, Syfy anunció que la cuarta temporada sería la última y la retransmisión del resto de episodios continuaría el 5 de marzo de 2021. El 8 de febrero de 2024 se dio a conocer que habría un especial de 90 minutos a finales de año titulado Wynonna Earp: Vengeance.
La respuesta crítica de la serie fue positiva.  E! Entertainment Television nombró Wynonna Earp como el "Mejor Show Nuevo" del 2016. También fue elegida por Variety como una de las 20 mejores series del 2016. Collider nombró a la serie "Mejor Sci-Fi Nuevo" del 2016.

## Sinopsis
En su 27 cumpleaños, Wynonna Earp, la tataranieta del afamado marshall (alguacil) Wyatt Earp, adquiere los superpoderes necesarios para devolver a los revenants, los forajidos reencarnados asesinados por Wyatt, al infierno. Usando el arma mágica de su tatarabuelo "Peacemaker", Wynonna intenta romper la maldición de su familia mandando a los demonios a donde pertenecen. También lucha contra otros seres inhumanos que habitan en el Ghost River Triangle, un territorio maldito cerca de las Montañas Rocosas de Canadá en el que se encuentra Purgatorio, su pueblo natal. Después de ser reclutada por Black Badge Division (BBD), una agencia secreta del gobierno dirigida por el Agente Xavier Dolls, cuenta con la ayuda de Doc Holliday y su hermana Waverly Earp. Nicole Haught, la Sheriff de Purgatorio y la novia de Waverly, también ayuda al equipo.
La primera temporada se centra en la lucha de Wynonna contra los revenants que secuestraron a su hermana Willa cuando eran pequeñas y la amenaza de Bobo Del Rey, líder de los revenants. En la segunda temporada, Wynonna descubre que está embarazada, mientras Waverly es poseída y duda de su linaje. Al mismo tiempo, las dos viudas del sheriff fallecido que había maldito a Wyatt Earp intentan resucitarlo. En la tercera temporada, el demonio Clootie es resucitado y busca la entrada al Edén, el equipo intenta pararlo para detener el apocalipsis. En la temporada 4, Wynonna y Nicole deben averiguar la manera de rescatar a Waverly y a Doc con la ayuda de una nueva aliada. Una vez rescatados, Wynonna, Doc y Waverly vuelven a Purgatorio y descubren que se encontraron ausentes durante un año y medio. Mientras Waverly intenta a ayudar a Nicole a superar el trauma de su ausencia, Wynonna busca a Peacemaker.

## Reparto

### Principal
- Melanie Scrofano como Wynonna Earp, la tataranieta de Wyatt Earp, y tiene el poder de "Peacemaker", el arma de fuego corta de Wyatt. Tiene una hija, Alice, con Doc Holliday y al final de la temporada 2 es trasladada fuera del Ghost River Triangle para mantenerla a salvo. Cuando se rompe la maldición de los Earp al final de la tercera temporada, Wynonna deja de ser la heredera.
- Shamier Anderson como el agente Xavier Dolls, un agente especial de la división Black Badge del Cuerpo de Alguaciles de Estados Unidos, un mutante mitad lagarto mitad hombre provocado por Black Badge. Sabiendo que se estaba muriendo debido a las drogas que Back Badge le estaba proporcionando, se sacrifica para salvar al equipo.
- Tim Rozon como Doc Holliday, el famoso compañero de Wyatt Earp, maldito con la eterna salud de la Stone Witch, que curó su tuberculosis. Tiene una hija con Wynonna, Alice.
- Dominique Provost-Chalkley como Waverly Earp, la medio-hermana menor de Wynonna e hija de un ángel llamado Julian, de quien heredó sus poderes sobrenaturales. Es experta en idiomas y en historia antigua y de los Earp. En la primera temporada cuestiona su sexualidad cuando rompe con su novio Champ y más adelante comienza una relación con Nicole Haught. Waverly le propone matrimonio a Nicole en la temporada 3, pero es interrumpida por Wynonna; y lo hace de nuevo en la temporada 4 en presencia de su hermana y sus amigos y Nicole acepta la proposición. Se casaron en él último episodio de la serie.
- Katherine Barrell como la Oficial Nicole Haught, una Sheriff de Purgatorio abiertamente lesbiana que se convierte en la novia de Waverly y colabora con Black Badge. Es promovida a sheriff en la tercera temporada. Nicole pierde su posición como sheriff en la cuarta temporada cuando Wynonna, Doc y Waverly están ausentes de Purgatorio durante más de un año y protege la propiedad de los Earp. Fue maldecida por la Swamp Witch por no mantener su parte del trata cuando los tres vuelven. Cuando el hechizo se rompe, acepta la propuesta de matrimonio de Waverly y se casan unos meses más tarde.

### Secundario
- Greg Lawson como Sheriff Randy Nedley, el sheriff de Purgatorio que conoce la naturaleza sobrenatural del pueblo. Cuando se jubila, es sucedido por Nicole Haught en la temporada 3; después de esto, ayuda a Wynonna cuando lo necesita para luchar contra demonios (Primera aparición: "Purgatorio").
- Michael Eklund como Bobo Del Rey (Robert Svane de nacimiento), líder de los revenants y antiguo amigo de Wyatt Earp. Antes de morir, se convirtió en el protector de Waverly. Es ejecutado por Wynonna al final de la temporada 1, pero revive inesperadamente en la temporada 2. Es finalmente asesinado por Waverly (Primera aparición: "Keep the Home Fires Burning"; temporadas 1-3).
- Rayisa Kondracki como Constance Clootie, también conocida como Stone Witch. Una de las tres mujeres de Bulshar, maldijo a Doc Holliday con la vida eterna antes de atraparlo en un pozo. Tuvo dos hijos no humanos a los que intentó resucitar (Primera aparición: "Diggin' Up Bones"; temporadas 1-3). Jessica Sipos interpreta a Constance Clootie de joven en flashbacks, en "No Future in the Past" (temporada 2) y "Waiting Forever for You" (temporada 3).
- Kate Drummond como Agent Lucado, la oficial superior de Dolls en Black Badge. Es asesinada por un demonio (Primera aparición: "Walking After Midnight"; temporadas 1-2).
- Natalie Krill como Willa Earp (conocida también como Eve), la hermana mayor de Wynonna y Waverly, también es capaz de empuñar el poder de "Peacemaker". Es misericordiosamente asesinada a manos de Wynonna al final de la temporada 1 (Primera aparición: "She Wouldn't Be Gone"; temporada 1).
- Shaun Johnston como Juan Carlo, el cura de la parroquia de Purgatorio en la década de 1880. Dolls acaba con su vida después de ser herido mortalmente por Las Viudas. En la temporada 3 se descubre que era un ángel y, junto a Julian, encargado de proteger la entrada al Edén en el Ghost River Triangle (Primera aparición: "Landslide"; temporadas 1-3).
- Varun Saranga como Jeremy Chetri, un científico de la división de Black Badge que ayuda a las Earp contra su contrato de sangre con el BBD. Cuando era pequeño, estuvo atrapado en un coche durante tres días con su madre muerta y nota cuando sus amigos están asustados. En la temporada 3, una bruja de fuego detectó que Jeremy no era completamente humano. En la cuarta temporada, se convierte en el director adjunto de Black Badge (Primera aparición: "Steel Bars and Stone Walls"; temporadas 2-presente).
- Tamara Duarte como Rosita Bustillos, una revenant y la novia de Doc con estudios avanzados de bioquímica y ingeniería a la que recluta para ayudar al equipo. Los traiciona y huye al final de la temporada 2 (Primera aparición: "Shed Your Skin"; temporadas 2,4).
- Dani Kind como Mercedes Gardner, la mejor amiga del instituto rica de Wynonna, cabeza de la familia Gardner. Junto a su hermana Beth, su cara es robada por Las Viudas, dejando a la Mercedes humana en un estado de coma. La Viuda que la poseía es ejecutada por Wynonna al final de la temporada 2. Mercedes es revivida pero le queda una cara marcada por cicatrices, que se cura después de que Waverly toca su mejilla, sin saber que tiene poderes semi-angelicales. En la temporada 4, Doc la salva al transformarla en vampiro (Primera aparición: "Shed Your Skin"; temporadas 2-presente).
- Caleb Ellsworth-Clark como Tucker Gardner, el hermano menor de las hermanas Gardner y sinvergüenza local que tiene una obsesión con Waverly. Es asesinado por la Viuda que posee a Beth Gardner (Primera aparición: "Gonna Getcha Good"; temporada 2).
- Meghan Heffern como Beth Gardner, la menor de las hermanas Gardner. Junto a su hermana Mercedes, su cara es robada por Las Viudas, matando a la Beth humana. La Viuda Beth es ejecutada por Wynonna al final de la temporada 2 (Primera aparición: "Gonna Getcha Good"; temporada 2).
- Megan Follows como Michelle Gibson Earp, la madre de las hermanas Earp. Michelle era una paciente voluntaria en el Ghost River Institute, una institución psiquiátrica de alta seguridad hasta que escapa en la temporada 3 (Primera aparición: "Blood Red And Going Down"; temporada 3). Brooke McCann interpreta a Michelle Gibson de joven.
- Chantel Riley como Kate (Katalin) conocida como "Contessa", la mujer de Doc Holliday desde la década de 1880. Kate se convirtió en vampiro después de la desaparición de Doc y vuelve a Purgatorio cuando descubre que sigue vivo (Primera aparición "Blood Red And Going Down"; temporada 3-presente).
- Jean Marchand como Bulshar Clootie, el sheriff de Purgatorio cuando Wyatt Earp era el marshall federal en el territorio. Fue sepultado por Juan Carlo y Robert Svane (Bobo) y resucitados por Las Viudas. Enemigo de la familia Earp, Bulshar es la serpiente personificada del Edén e intenta provocar el apocalipsis en la época de Wynonna (Primera aparición: "Blood Red And Going Down"; temporada 3).
- Sebastian Pigott como Charlie/Julian, el ángel designado para proteger el Edén junto a Juan Carlo. Es el padre de Waverly. Pierde la memoria y se hace llamar Charlie, un bombero que sale con Wynonna. Si identidad real se revela después de que Waverly le devuelve sus recuerdos con su anillo (Primera aparición: "If We Make It Through December"; temporada 3).
- Justin Kelly como Robin Jett, el amigo de instituto de Waverly que vuelve a Purgatorio para cuidar a su padre enfermo. Un historiador especializado en jazz, es secuestrado por Bulshar poco después de su primera aparición. Se convierte en el novio de Jeremy más adelante (Primera aparición: "No Cure For Crazy"; temporada 3).
  - El papel es interpretado por Jim Watson en la temporada 4 (Primera aparición: "Hell Raisin' Good Time"; temporada 4).
- Martina Ortiz-Luis como Rachel Valdez, la adolescente que es cuidada por Nicole mientras Wynonna, Waverly y Doc están en el Edén (Primera aparición: "On the Road Again"; temporada 4).
- Noam Jenkins como Amon, un vampiro que abre un bar para demonios mientras Wynonna, Waverly y Doc están atrapados en el Edén (Primera aparición: "Look at Them Beans"; temporada 4).

Algunos episodios de la temporada 1 contaron con Dylan Koroll como Champ Hardy, el novio de Waverly antes de conocer a Nicole Haught; Natascha Girgis como Gus McCready, la tía de las hermanas Earp; y David LeReaney como el Juez Cryderman, un enemigo de Wynonna Earp. En la primera temporada, Rachael Ancheril interpretó a Mattie Perley, una bruja conocida como La Herrera, que ayuda a las Earp; en la temporada 2, apareció como Gretta Perley, también conocida como Iron Witch, que busca venganza contra las Earp y las culpa de la muerte de su hermana gemela Mattie.

## Episodios
| Temporada | Temporada | Episodios | Episodios          | Emisión original    | Emisión original         |
| Temporada | Temporada | Episodios | Episodios          | Primera emisión     | Última emisión           |
| --------- | --------- | --------- | ------------------ | ------------------- | ------------------------ |
|           | 1         | 13        | 13                 | 1 de abril de 2016  | 24 de junio de 2016      |
|           | 2         | 12        | 12                 | 9 de junio de 2017  | 25 de octubre de 2017    |
|           | 3         | 12        | 12                 | 16 de julio de 2018 | 28 de septiembre de 2018 |
|           | 4         | 12        | 6                  | 26 de julio de 2020 | 30 de agosto de 2020     |
| 6         | 4         | 12        | 5 de marzo de 2021 | 9 de abril de 2021  |                          |

### Temporada 1 (2016)
| N.º en serie | N.º en temp. | Título                        | Dirigido por    | Escrito por                      | Fecha de emisión original                                  | Audiencia (millones) |
| --- | ------------ | ----------------------------- | --------------- | -------------------------------- | ---------------------------------------------------------- | -------------------- |
| 1 | 1            | «Purgatory»                   | Paolo Barzman   | Emily Andras                     | 1 de abril de 2016 (EE. UU.) 4 de abril de 2016 (Canadá)   | 0,80                 |
| La tataranieta de Wyatt Earp, Wynonna Earp, vuelve a Purgatorio debido al funeral de su tío. Su viaje comienza con la desaparición de un pasajero del bus en el que iban. A pesar de la advertencia de su tía Gus, Wynonna investiga la muerte de su tío y se reencuentra con su hermana menor Waverly. Waverly le recuerda a su hermana sobre la maldición de su familia, a la que estuvo investigando: Wyatt mató a 77 forajidos con su pistola y ahora, resurgidos como revenants, van a por los descendientes de la familia Earp. La hermana mayor Willa iba a ser la heredera del arma, pero tras ser secuestrada y dada por muerta, Wynonna se convierte en la heredera. El agente de Black Badge Xavier Dolls recluta a Wynonna para mandar a los revenants al infierno de nuevo. Doc Holliday escapa de su encierro después de que Wynonna le ayudara sin darse cuenta y se presenta como Henry. Waverly es secuestrada por un grupo de revenants, pero Wynonna la rescata y los manda de vuelta al infierno. |              |                               |                 |                                  |                                                            |                      |
| 2 | 2            | «Keep the Home Fires Burning» | Ron Murphy      | Emily Andras                     | 8 de abril de 2016 (EE. UU.) 11 de abril de 2016 (Canadá)  | 0,65                 |
| Wynonna es bienvenida a Black Badge Division y se le asigna su primera misión. Su objetivo es un revenant llamado Red, pero sin Peacemaker todas las demás armas son inútiles. Tras escapar, los revenants dudan si la heredera realmente tiene a Peacemaker. Poco después, Wynonna mata a Red mientras que Bobo, el líder de los revenants, decide contratar a Killer Miller, un asesino revenant, para acabar con Wynonna. Waverly conoce a la nueva Oficial Nicole Haught, quien coquetea con ella. A los 178 años de edad, Doc Holliday sabe que pronto las Earp se darán cuenta de lo que le hizo a Wyatt. Doc, bajo el nombre de Henry Holliday, se alía con Killer Miller para calmar a Bobo. Wynonna y Waverly intentan encontrar el talismán que puede proteger su finca e impedir que los revenants entren en el territorio de la familia Earp. Wynonna consigue acabar con Killer Miller y manda a otro revenant, Levi, con un mensaje para Bobo. Bobo obliga a Doc a arrastrar a Levi fuera de la frontera del Ghost River Triangle, la cual los revenants no pueden cruzar sin deteriorarse dolorosamente. Bobo promete darle a Doc la persona que lo hizo inmortal. |              |                               |                 |                                  |                                                            |                      |
| 3 | 3            | «Leavin' on Your Mind»        | Ron Murphy      | Brendon Yorke                    | 15 de abril de 2016 (EE. UU.) 18 de abril de 2016 (Canadá) | 0,64                 |
| Tres revenants ejecutan un plan para escapar el Ghost River Triangle. Bobo sigue intentando manipular a Doc, pero este se niega a seguir haciendo lo que le pide. Bobo le dice que le dirá el nombre que Holliday quiere si se acerca a Wynonna. Tres revenants atracan una tienda local y Wynonna se entrega a cambio de los rehenes, sin embargo, solo dejan ir a una mujer. Uno de los rehenes es el novio de Waverly, Champ. Después de matarse entre ellos, el revenant sobreviviente le dice a Wynonna que los materiales por los que mataban eran para llevar a cabo un ritual de la Stone Witch con el que podrían poseer un cuerpo humano para poder salir del Ghost River Triangle. El último revenant posee a Shorty, un querido camarero local, que estaba herido pero salva a Wynonna y le pide que lo mate. Doc se presenta de nuevo a Wynonna, esta vez como Doc Holliday. |              |                               |                 |                                  |                                                            |                      |
| 4 | 4            | «The Blade»                   | Paolo Barzman   | James Hurst                      | 22 de abril de 2016 (EE. UU.) 25 de abril de 2016 (Canadá) | 0,57                 |
| Doc le dice a Wynonna que Wyatt le había pedido que fuera con él a Purgatorio para matar a un lawman corrupto, pero fue incapaz de ir porque se estaba muriendo. Wynonna no le cree hasta que le demuestra su destreza con una pistola. Un revenant empieza a matar a gente moviéndose a través de un espejo y obligando a sus víctimas a pedir perdón. La investigación de Waverly les conduce a un ministro que mataba a mujeres. Doc lleva a Wynonna al campamento de Bobo pero le advierte que será superada si intenta algo. Wynonna y Dolls encuentran al ministro pero descubren que le faltan las piernas. Mientras continúan con la investigación Wynonna recibe una llamada de la mujer que incriminó a Wynonna como narcotraficante. Wynonna, incapaz de perdonar a la mujer, es ahora la siguiente víctima del revenant. Waverly interroga a Doc y encuentra al revenant correcto. Enfrentándose al revenant, Wynonna admite que sus peores pecados fueron matar a su padre, permitiendo así que Willa fuera secuestrada, y convertirse en la heredera en vez de Waverly, quien insiste que ya había la perdonado. Con la ayuda de Doc, Wynonna consigue matar al revenant. En un flashback, Doc recuerda la ira y el odio de Wyatt cuando descubre que Doc había hecho un trato a cambio de su inmortalidad. |              |                               |                 |                                  |                                                            |                      |
| 5 | 5            | «Diggin' Up Bones»            | Paolo Barzman   | Shelley Scarrow                  | 29 de abril de 2016 (EE. UU.) 2 de mayo de 2016 (Canadá)   | 0,64                 |
| Wynonna sueña con la muerte de Willa y le jura a Waverly que se vengará. Dolls y Wynonna hablan con el juez Cryderman para conseguir una orden de registro del campamento de Bobo. Wynonna y Dolls entran en la propiedad pero no consiguen encontrar nada. Waverly se cuela en la sala de interrogación de Bobo y le dice que sabe que él fue quien ordenó el ataque que mató a su padre y su hermana mayor. Bobo es liberado por su abogada, Miss Stone. Wynonna es secuestrada por un revenant que le ofrece darle una foto de los siete revenants que asesinaron a su padre y a Willa. Después de ser encontrados por Doc y Waverly, el revenant al que Doc llama Fish admite que solo quiere encontrar a su amante, Levi. Se revela que Miss Stone es en realidad la Stone Witch, quien exige a Bobo que encuentre los huesos de sus hijos fallecidos. Doc y Wynonna reúnen a Levi y Fish. Doc le dice a Wynonna que él solo está ahí para matar a la Stone Witch, cuyo nombre verdadero es Constance Clootie. Después de una discusión sobre moralidad, Wynonna y Doc se acuestan. Dolls revela la foto que le dio Fish y se descubre que también se encuentra en la oficina de Cryderman. |              |                               |                 |                                  |                                                            |                      |
| 6 | 6            | «Constant Cravings»           | Brett Sullivan  | Alexandra Zarowny                | 6 de mayo de 2016 (EE. UU.) 9 de mayo de 2016 (Canadá)     | 0,55                 |
| Waverly y Wynonna investigan la foto de Los Siete y se dan cuenta de que Wynonna ya ha matado a cinco de ellos. Waverly se fija en una marca en uno de ellos y sugiere que El Herrero los ayude. Dolls y Wynonna visitan al Herrero, una bruja, que les da una pista e insinúa que Dolls es más de lo que parece. Champ les entrega a Waverly y a Wynonna la herencia de su tío y sigue insultando sin saberlo a Waverly. Waverly encuentra un poema en su parte de la herencia. Doc le da información a Dolls sobre Bobo a cambio de información sobre Constance. Wynonna y Doc encuentran a la familia Tate gracias a la información del Herrero. Después de que Dolls es capturado, Wynonna deduce que la hija ayudó a matar su padre. Wynonna la mata para salvar a Dolls. Waverly sigue las pistas de su tío y descubre una calavera escondida en Shorty's. Waverly rompe con Champ y más tarde visita al Herrero, quien le dice que está destinada a grandes cosas. Se descubre que Black Badge ha parado de administrarle a Dolls un sérum que necesita desesperadamente. Se inyecta con lo poco que le queda y sus ojos cambian. |              |                               |                 |                                  |                                                            |                      |
| 7 | 7            | «Walking After Midnight»      | Brett Sullivan  | Emily Andras & Caitlin D. Fryers | 13 de mayo de 2016 (EE. UU.) 16 de mayo de 2016 (Canadá)   | 0,40                 |
| Constance ataca al Herrero, quien le dice que Waverly tiene la calavera de su hijo. Dolls llama a Wynonna para decirle que se ausentará por un asunto y es escoltado a un vehículo negro. Waverly intenta demostrar que es normal y le lanza la despedida de soltera a su amiga. Doc, escondiéndose de Constance en la propiedad de los Earp, le revela a Waverly que la calavera que está protegiendo no pertenece a un humano. Wynonna y Nicole beben juntas y Nicole le habla sobre un caso extraño en el que Wynonna reconoce el trabajo de un revenant. Wynonna visita la morgue y se da cuenta de que el último de Los Siete está jugando con ella. Constance ataca la finca de los Earp, pero Waverly le hace frente y destruye la calavera. Dolls es obligado a defender su trabajo frente a su superior, la Agente Lucado, y ofrece información sobre la inmortalidad de Doc para salvar su propia vida. La mañana siguiente, Wynonna le promete a Nicole que le contará lo que realmente ocurre en Purgatorio, pero poco después Doc encuentra el coche de la policía abandonado con marcas de sangre. |              |                               |                 |                                  |                                                            |                      |
| 8 | 8            | «Two-Faced Jack»              | Ron Murphy      | James Hurst                      | 20 de mayo de 2016 (EE. UU.) 23 de mayo de 2016 (Canadá)   | 0,80                 |
| Wynonna se despierta y un encargado de la morgue le dice que tuvo un accidente, sin embargo, rápidamente se da cuenta de que el encargado es un asesino y probablemente el último de Los Siete. Doc informa a Dolls y a Waverly que el último de Los Siete es Jack of Knives. El Sheriff Nedley y Doc encuentran e interrogan a Nicole, lo que les conduce al revenant Whiskey Jim. Este les dice a Doc y a Dolls que peleen a muerte a cambio de información. Whiskey Jim le dice a Doc que Dolls dio información sobre él a Black Badge. Doc cree que mata a Dolls en el ring y recibe la información antes de descubrir que Dolls había fingido su muerte. Wynonna engaña al encargado de la morgue para encontrar a Peacemaker y descubre que es humano. El verdadero revenant aparece y se descubre que es en realidad Jack el Destripador. Doc y Dolls llegan a tiempo para ayudar a Wynonna. Dolls le dice a Lucado que le había mentido sobre Holliday, pero a cambio le entrega a Whiskey Jim y le promete llevar a cabo experimentos con él mientras intenta encontrar a un topo en Black Badge en secreto. |              |                               |                 |                                  |                                                            |                      |
| 9 | 9            | «Bury Me With My Guns On»     | Ron Murphy      | Alexandra Zarowny                | 27 de mayo de 2016 (EE. UU.) 30 de mayo de 2016 (Canadá)   | 0,39                 |
| Wynonna celebra la muerte de Los Siete, pero sigue sufriendo. Constance roba los huesos de sus hijos y los resucita como uno solo. Wynonna es suspendida después de no superar el psicoanálisis de Black Badge. Un hombre se ofrece a comprar el bar Shorty's. Gus le dice a Waverly que solo va a vender el bar para que Waverly pueda tener una vida normal. Constance resucita a su hijo sin tener todos los huesos y vuelve a la vida deformado. Waverly malinterpreta las sospechas de Nicole sobre lo sobrenatural y admite que se siente atraída por ella. Constance intenta irse del pueblo pero Bobo se lo impide y mata a su hijo. Nedley le insinúa a Dolls que sabe que pasan cosas sobrenaturales y está dispuesto a ayudarle discretamente. Doc y Wynonna encuentran a Constance, que les dice que la maldición Earp surgió como una venganza, y la entierran en sal para asegurarse de que Doc siga poseyendo su inmortalidad. Waverly finalmente le dice a Nicole que le gusta y se besan. Un revenant le dice a Wynonna que Bobo es el que había comprado Shorty's. |              |                               |                 |                                  |                                                            |                      |
| 10 | 10           | «She Wouldn't Be Gone»        | Peter Stebbings | Brendon Yorke                    | 3 de junio de 2016 (EE. UU.) 6 de junio de 2016 (Canadá)   | 0,54                 |
| Wynonna y Waverly arman un escándalo en Shorty's para poder implantar un micrófono. Un revenant ve a una mujer ser asesinada por un lobo y le dice a Bobo que Lou ha vuelto. Bobo descubre la escucha y la utiliza para decirle a Dolls que Wynonna se está acostando con Doc. Wynonna le regala a Doc el coche de Constance, lo que le confunde. Wynonna espía a Dolls y descubre a Whiskey Jim y le obliga a darle información sobre Lou, lo que le lleva a ser capturada por una secta en el bosque. En la secta, liderada por un hombre llamado Yiska, se encuentra una mujer llamada Eve, que cree que tiene una conexión con Wynonna. Wynonna escapa con una lista de los nombres de las mujeres y Waverly descubre que todas son fugitivas asesinadas. Wynonna vuelve a la secta y descubre que Yiska es en realidad Lou, quien controla a un skin-walker. El skin-walker hiere a Wynonna y Eve coge a Peacemaker y es capaz de matar a Lou. De vuelta a la comisaría, Wynonna comparte una teoría perturbadora sobre Eve que Gus confirma más tarde: Eve es en realidad Willa Earp. |              |                               |                 |                                  |                                                            |                      |
| 11 | 11           | «Landslide»                   | Peter Stebbings | James Hurst & Ramona Barckert    | 10 de junio de 2016 (EE. UU.) 13 de junio de 2016 (Canadá) | 0,52                 |
| Dolls comprueba que Eve es Willa Earp y Wynonna y Waverly intentan ayudarla a recordar su pasado. Después de disparar a Peacemaker, Willa comienza a recordar a Wynonna y el abuso de su padre. Doc intenta salir del pueblo, pero es interceptado por un misterioso Juan Carlo que le informa de que Wynonna está en peligro. Si un heredero Earp sale voluntariamente del Ghost River Triangle con Peacemaker y un revenant, todos en Purgatorio morirán. Willa huye de Waverly después de que la hermana menor le hablara de su funeral. Wynonna encuentra a Willa y esta le dice que su padre sabía que los revenants iban a atacarlos. Willa coge a Peacemaker y empieza a matar revenants en Shorty's a pesar de las advertencias de Wynonna. Las dos comienzan a recordar historias de su infancia, pero el territorio Earp es atacado por mercenarios y hieren a Waverly. Bobo aparece de repente para salvar a Willa y cuando Wynonna intenta matarlo, Willa la empuja para fallar el tiro, asegurando que el revenant conoce su pasado. Dolls le enseña a Wynonna una foto, sugiriendo que él era el objetivo de los mercenarios. Se revela que Cryderman estaba detrás del ataque a pesar de la ira de Bobo y le obliga a organizar una fiesta para él. De vuelta a Purgatorio, el coche de Doc deja de funcionar y es secuestrado. |              |                               |                 |                                  |                                                            |                      |
| 12 | 12           | «House of Memories»           | Paolo Barzman   | Alexandra Zarowny                | 17 de junio de 2016 (EE. UU.) 20 de junio de 2016 (Canadá) | 0,53                 |
| Wynonna y Willa interrogan a Whiskey Jim, quien dice que no sabe nada sobre Willa y esta lo mata. Willa empieza a mostrar deprecio hacia Waverly. Cuando Wynonna y Dolls pelean contra los mercenarios, la heredera descubre que Peacemaker ya no le hace caso. Willa encuentra a Waverly y a Nicole besándose en el granero e insulta a Waverly, quien le recuerda que solía torturarla cuando era pequeña. Bobo aparece en el borde de la propiedad de los Earp y habla con Willa hasta que Waverly le amenaza con dispararle. Doc es retenido en el sótano de Shorty's y convence a su captor para que le deje ir para impedir que Bobo envenene a la población de Purgatorio. Wynonna y Dolls encuentran a Cryderman intentando suicidarse y les dice que Bobo intentará hacer algo durante la fiesta del pueblo de esa noche. Waverly y Willa encuentran el sitio donde Willa había sido retenida después del ataque años atrás y Willa se da cuenta de que Constance fue quien la sacó de allí. Willa le dice a Wynonna que su padre había hecho un trato para acabar con la maldición a cambio de "La Pista" y más tarde Wynonna se da cuenta de que "La Pista" es Willa. Wynonna besa a Dolls y Doc regresa para contarles lo del veneno. Bobo llega a la fiesta para decirles a los asistentes que había envenenado el champán y que le dará el antídoto a la persona que le entregue a Wynonna Earp, viva o muerta. Willa, habiendo recuperado su memoria, se aleja con Bobo de la mano. |              |                               |                 |                                  |                                                            |                      |
| 13 | 13           | «I Walk the Line»             | Paolo Barzman   | Emily Andras                     | 24 de junio de 2016 (EE. UU.) 27 de junio de 2016 (Canadá) | 0,45                 |
| Doc y Dolls se aseguran de que Wynonna y Waverly escapan de la fiesta, pero Waverly es cloroformizada y capturada. Willa y Bobo intentan escapar del Ghost River Triangle, pero sin Peacemaker, Bobo no puede salir. Doc le cuenta la verdad sobre lo sobrenatural del pueblo a Nicole y Dolls la nombra agente de Black Badge. Willa no muestra ninguna preocupación por Waverly, a lo que lleva a Wynonna a discutir con ella. Wynonna y Willa encuentran a Waverly en la comisaría y se descubre que Waverly había escondido a Peacemaker de Willa porque no confía en ella. Para intentar recuperar la pistola, Willa le dice a Wynonna que Nicole y Waverly están saliendo y dispara a Nicole, quien resulta llevar un chaleco antibalas. Doc y Dolls atacan a los revenants en Shorty's y Dolls es herido. Doc le inyecta con su medicación, lo que provoca que Dolls se transforme en un berserker. Waverly se enfrenta a Bobo y él le dice que ella no es parte de la familia Earp. Willa cruza la frontera e intenta matar a Wynonna, pero Peacemaker no se dispara. Un tentáculo oscuro captura a Willa, forzando a Wynonna a cruzar la línea para conseguir a Peacemaker y mata a su hermana. Black Badge se lleva a Dolls y a Bobo, a quien Wynonna mata antes de que pueda ser torturado y jura rescatar a Dolls. Waverly toca los restos del tentáculo y parece disparar a Wynonna.                                                                                                  |              |                               |                 |                                  |                                                            |                      |

### Temporada 2 (2017)
| N.º en serie | N.º en temp. | Título                          | Dirigido por   | Escrito por       | Fecha de emisión original | Audiencia (millones) |
| --- | ------------ | ------------------------------- | -------------- | ----------------- | ------------------------- | -------------------- |
| 14 | 1            | «Steel Bars and Stone Walls»    | Brett Sullivan | Emily Andras      | 9 de junio de 2017        | 0,46                 |
| Waverly y Doc son perseguidos por un demonio al que Wynonna logra matar. Black Badge encierra a Dolls y elimina los rastros de sus operaciones en la comisaría. En la habitación de Dolls, Wynonna conoce a Eliza, que se ofrece a ayudar a la heredera a rescatar a Dolls. Mientras Wynonna, Eliza y Doc se cuelan en el edificio de Black Badge, Waverly, con la ayuda de Nicole, se hace pasar por una científica de Scotland Yard para pasar el control de seguridad. Una vez dentro, Waverly engaña a un científico llamado Jeremy para que abra todas las puertas, permitiendo al otro grupo moverse por el edificio. Doc engaña a Wynonna y va él solo en busca de Dolls. Cuando lo encuentra, Lucado se interpone entre ellos, pero logran deshacerse de ella y ambos escapan en distintas direcciones. Doc es capturado por Black Badge y se encuentran con Wynonna, Waverly, Jeremy y Eliza cuando trataban de escapar. El oficial de Black Badge, Moody, mata a Eliza y obliga al resto a firmar un contrato de sangre para asegurarse de que le ayuden a deshacerse de los demonios de Purgatorio. De vuelta a casa, Wynonna descubre que Dolls había logrado escapar. |              |                                 |                |                   |                           |                      |
| 15 | 2            | «Shed Your Skin»                | Brett Sullivan | Alexandra Zarowny | 16 de junio de 2017       | 0,57                 |
| Wynonna se reencuentra con su mejor amiga del instituto Mercedes Gardner cuando va a investigar la desaparición de un trabajador en un edificio en reformas. En el edificio, encuentra el cuerpo del trabajador envuelto en lo que parece ser una tela de araña y siente una presencia oscura. Sheriff Nedley le ofrece el bar Shorty's a Doc, quien va en busca de Rosita, una camarera a la que parece conocer, para que le ayude con el bar y un laboratorio secreto en el sótano del edificio. Cuando Waverly y Wynonna consiguen abrir un capullo que Wynonna se había llevado del edificio en reformas, liberan a una araña a la que Wynonna mata. Jeremy descubre que la araña era una cría y que el resto de la familia sigue en el edificio abandonado. Wynonna y Waverly acuden al sitio y se deshacen de las arañas. Lucado acude a Shorty's para enfrentarse a Doc por la desaparición de unos documentos que demuestran que la agente iba a desobedecer las órdenes de Moody y Doc consigue chantajearla a cambio de dinero. Jeremy descubre que al deshacerse de las arañas, le han abierto el paso a Las Viudas. De vuelta a casa, Waverly se come el cuerpo de la araña. |              |                                 |                |                   |                           |                      |
| 16 | 3            | «Gonna Getcha Good»             | Ron Murphy     | Brendon Yorke     | 23 de junio de 2017       | 0,50                 |
| Un exjugador de hockey del instituto de Purgatorio se arranca sus órganos antes de la reunión de exalumnos. En la reunión, Waverly, cuyo comportamiento es más extraño cada día, no respeta la petición de Nicole sobre el afecto personal mientras está de servicio y son grabadas por Tucker Gardner, quien también estaba sacando fotos a las chicas adolescentes. Nicole lo arresta, pero es absuelto sin ningún cargo. Wynonna se encuentra con el demonio que hace que los exjugadores se arranquen sus propios órganos, pero no es capaz de matarlo. Perry aparece en la casa Earp con un símbolo, con el que intenta proteger a sus amigos, pintado en su frente. Le dice a Wynonna que los jugadores del equipo habían hecho un trato con un demonio para ganar el campeonato de hockey a cambio de que en diez años pagaran su parte. A petición de Doc, Wynonna consigue capturar al demonio en el trofeo para que Rosita pueda obtener su sangre y recrear el sérum que Dolls necesita. Una Viuda le arranca la cara a Mercedes. Waverly encuentra a Dolls en el granero, pero cuando este le pide ayuda, sus ojos se vuelven negros. |              |                                 |                |                   |                           |                      |
| 17 | 4            | «She Ain't Right»               | Ron Murphy     | Ramona Barckert   | 30 de junio de 2017       | 0,58                 |
| Cuando le roban a un marshall de Black Badge un maletín secreto, Waverly se ofrece para infiltrarse y recuperarlo. Wynonna encuentra a Dolls en el granero y lo lleva al laboratorio de Shorty's. La operación se tuerce y Wynonna intenta rescatar a Waverly, pero ambas son capturadas por los ladrones. Cuando las dejan a solas, Waverly le habla a Wynonna sobre los síntomas que aparecieron después de haber tocado los restos de tentáculo. Tras intentar abrir el maletín sin éxito, los ladrones vuelven le piden la combinación a las hermanas, sin embargo, desconocen la contraseña. Uno de los ladrones le corta la mano a Waverly antes de escuchar los disparos de Doc en el edificio. Wynonna y Waverly consiguen escapar y se encuentran a Doc, quien apuñala al ladrón por la espalda y descubren que Waverly tiene su mano entera. Dolls toma el sérum demasiado pronto y consigue quemar y matar al ladrón que ahora está en Shorty's para intentar recuperar el maletín. Las Viudas se apropian de los cuerpos de Beth y Mercedes Gardner y manipulan a Tucker. Waverly le dice a Wynonna la combinación y descubren un plato decorativo dentro del maletín. Waverly, poseída, consigue traspasarle a Wynonna el demonio que llevaba dentro. |              |                                 |                |                   |                           |                      |
| 18 | 5            | «Let's Pretend We're Strangers» | April Mullen   | John Callaghan    | 7 de julio de 2017        | 0,50                 |
| Jeremy descubre que el plato tiene pintado el mismo escudo que se encuentra en el Departamento de Bomberos Voluntarios de Purgatorio, quienes también forman parte de la Orden y matan a aquellos poseídos por demonios. Dolls encuentra a Waverly, quien había sido atada a una silla por Wynonna, y esta le cuenta que Wynonna es ahora la que está poseída. En el parque de bomberos, Doc se da cuenta de que Wynonna está actuando raro y la mete en el maletero de su coche antes de llevarla a una celda en la comisaría. Waverly y Doc van en busca de los restos del tentáculo y se encuentran a Juan Carlo, quien resulta ser miembro de la Orden. Dolls le corta un dedo a Wynonna para obtener una muestra del demonio llamado Mictian, sin embargo, a Lucado le explota la cabeza cuando entra en contacto con la muestra. Waverly usa a Peacemaker para provocar al demonio y consigue que este vuelva a su cuerpo. De vuelta en el granero, Waverly le miente a Nicole y le dice que Wynonna está poseída mientras la Orden se prepara para erradicar a Mictian. Doc le ofrece el plato a la Orden a cambio de que dejen a Wynonna intentar matar al demonio. Waverly deja inconsciente a Nicole, sin embargo, Wynonna es capaz de expulsar a Mictian del cuerpo de su hermana y matarlo. Dolls y Jeremy descubren que Black Badge ha desaparecido. Wynonna descubre que está embarazada.                                                                             |              |                                 |                |                   |                           |                      |
| 19 | 6            | «Whiskey Lullaby»               | April Mullen   | Caitlin D. Fryers | 14 de julio de 2017       | 0,50                 |
| Las Viudas intentar romper los sellos para poder escapar de Purgatorio, por lo que mandan a Tucker a obligar al relojero Hypnos a dormir a toda la ciudad. Dolls queda con Wynonna en una cafetería, sin embargo, todos los presentes se quedan dormidos. Peacemaker logra despertar a Wynonna, quien se da cuenta de que el bebé ha crecido notablemente, y despierta a Dolls, Waverly y Nicole. Las Viudas sorprenden a Wynonna en la comisaría y se llevan los documentos de Jeremy en los que se indicaba dónde se encuentran los sellos y Dolls descubre que Wynonna está embarazada. Waverly despierta a Doc y encuentran a Jeremy en el sótano de Shorty's, donde también está uno de los sellos. Las Viudas los paralizan y consiguen romper el sello. Mientras, Wynonna, Nicole y Dolls encuentran a Hypnos, quien dice que deshará el hechizo a cambio de que le entreguen a su hija, que había sido secuestrada por Tucker. Nicole, que tenía pinchado el teléfono de Tucker desde que intentó sacarle fotos a chicas adolescentes, encuentra a Tucker en la casa de las Earp y a la hija de Hynos retenida allí. Nicole dispara en el hombro a Tucker y este salta por la ventana. Wynonna le dice a Doc que está embarazada y que él puede ser el padre. Dolls dispara a Hynos y obliga a Wynonna a matarlo. En la casa Gardner, Las Viudas reciben la cabeza de la Stone Witch.                                                                                       |              |                                 |                |                   |                           |                      |
| 20 | 7            | «Everybody Knows»               | Paolo Barzman  | Brendon Yorke     | 21 de julio de 2017       | 0,40                 |
| Jeremy explica que Las Viudas eran demonios desclasificados que se escaparon de Black Badge cuando Doc hizo explotar el sitio. Un joven de la época de Wyatt visita a Doc con su orden de captura. Waverly interpreta erróneamente el enfado de Doc con la posibilidad de que él no sea el padre del bebé de Wynonna. Sin el conocimiento de Waverly, Nicole acompaña a Wynonna a Pussy Willows para conseguir una muestra de ADN de Jonas, que resulta ser un revenant, para saber si él es el padre. Doc se prepara para luchar contra la orden de captura, sin embargo, Jeremy, sin quererlo, se une a él mismo con Doc y Dolls a través de un hechizo. El cazarrecompensas fantasmal Reeves intenta ahorcar a Doc, pero, debido al hechizo, Dolls y Jeremy también sufren las consecuencias. Nicole y Wynonna consiguen escapar de Pussy Willows y Waverly deja inconsciente a Jonas. Wynonna, sin saber si es el padre o no, lo manda de vuelta al infierno. Intentando escapar, Jeremy, Doc y Dolls se encuentran con un escuadrón de cazarrecompensas fantasmales y cuando van a ejecutarlos, Dolls reconoce a uno de ellos como Bass Reeves, un afamado marshall estadounidense. Al ser un oficial superior, Dolls ordena a los hombres que se vayan. Waverly le confiesa a Wynonna que puede que no sea una Earp. |              |                                 |                |                   |                           |                      |
| 21 | 8            | «No Future in the Past»         | Paolo Barzman  | Emily Andras      | 28 de julio de 2017       | 0,57                 |
| Rosita decide dedicarle una fiesta de nacimiento a Wynonna con ayuda de Waverly Y Nicole. Juan Carlo lleva a Wynonna a una pequeña iglesia abandonada y le dice que debe ir en una búsqueda de visión para conocer el pasado y localizar el último sello. Wynonna descubre que Bobo, entonces conocido como Robert Svane, era amigo de Wyatt, quien le había pedido que fuera en busca de Doc para pedirle que fuera con él a Purgatorio para matar al Sheriff Clootie, un demonio. Doc se niega a ir. Se descubre que Clootie era el marido de Constance Clootie, con quien había tenido dos hijos demonios y a los que Wyatt había matado. Constance, con la ayuda de Bobo y del Padre Juan Carlo, consigue encerrar a Las Viudas. A pesar de que Nicole le había dicho que los resultados de ADN no habían llegado aún, Waverly los encuentra en su bolso. Las Viudas matan a Juan Carlo. En el pasado, Constance encierra a Doc en el pozo después de darle un anillo, el último sello. Constance le habla a Bobo, que había sido disparado por Wyatt, sobre la maldición y le dice que, a cambio de encontrar los huesos de sus hijos, lo liberará de la maldición. Bobo, a punto de morir, consigue ver a Wynonna y la confunde con su ángel de la guardia. Wynonna comienza a enfermar, por lo que Bobo intenta consolarla y le pregunta su nombre, a lo que Wynonna responde Waverly y Bobo promete no hacerle daño jamás. Dolls resucita a Wynonna y Bobo del Rey regresa. |              |                                 |                |                   |                           |                      |
| 22 | 9            | «Forever Mine Nevermind»        | Ron Murphy     | Alexandra Zarowny | 4 de agosto de 2017       | 0,53                 |
| Nicole, Waverly y Doc descubren el cadáver de Tucker en el bosque y, en la morgue, la Viuda Beth consigue recuperar el anillo que Tucker llevaba. Doc le regala un cuadro a Wynonna y le cuenta que la Stone Witch había sido decapitada. Wynonna le dice a Doc que su anillo es el tercer sello y le pide que se lo dé para destruirlo y vencer a Clootie, pero Doc se niega. Dolls y Jeremy descubren que Beth es en realidad una de las Viudas. Rosita invita a Waverly a un spa con la invitación que Dolls le había regalado y Waverly la besa allí. Cuando Rosita se va, Waverly la segue para disculparse y la encuentra muerta a manos de Tucker y este le dice que el cuerpo que habían encontrado era el de un conductor al que había asesinado. Cuando Tucker amenaza a Waverly, Rosita consigue dejarlo inconsciente y Waverly descubre que es una revenant. Dolls entra en la casa de los Gardner y encuentra a Mercedes a punto de morir. En medio de una pelea con Wynonna, Doc lanza el anillo, que acaba a manos de un demonio que había escapado del cuadro y que posteriormente Wynonna mata. Doc acepta darle el anillo a Wynonna. La Viuda Beth encuentra a Tucker y lo mata. Nicole abre la puerta de su casa esperando ver a Waverly, sin embargo, encuentra a la Viuda Mercedes allí. |              |                                 |                |                   |                           |                      |
| 23 | 10           | «I See a Darkness»              | Ron Murphy     | John Callaghan    | 11 de agosto de 2017      | 0,47                 |
| La Viuda Mercedes, creyendo que Nicole tiene el tercer sello, ataca a la agente de policía. Waverly intenta salvarla, sin embargo, Mercedes consigue envenenar a Nicole y escapa. En el hospital, Beth le ofrece a Waverly salvar a Nicole a cambio del último sello. Cuando Waverly vuelve a la habitación de su novia, encuentra a una mujer que resulta ser la mujer de Nicole. Dolls intenta encontrar alguna muestra del veneno en cadáveres, sin embargo, la Orden ya los había incinerado todos. Wynonna descubre que Rosita es revenant y la obliga a probar los posibles antídotos. Dolls le dice a Waverly que encuentre el anillo y se lo dé a las Viudas. Con el tiempo para salvar a Nicole acabándose, Waverly hace un trato con Gretta Parker, hermana de la Iron Witch, para encontrar el anillo, que está en la taza de Nedley. Doc y Wynonna encuentran a Mercedes y extraen el veneno para obtener una cura. Cuando Wynonna llega al hospital, descubre que Nicole ya estaba curada y que Waverly le había dado el tercer sello a Beth. En Shorty's, Gretta encuentra a Waverly y pretende cobrar su parte del trato. Doc la encuentra mientras lanza un hechizo usando el trofeo de hockey y, cuando lo toca, desaparece. Con el hechizo, Gretta hace desaparecer a Wynonna y su existencia de las mentes de todos. |              |                                 |                |                   |                           |                      |
| 24 | 11           | «Gone as a Girl Can Get»        | Paolo Barzman  | Alexandra Zarowny | 18 de agosto de 2017      | 0,48                 |
| En el universo paralelo que Gretta había creado, Doc va en busca de Dolls e intenta hacerle recordar, sin embargo, Nicole lo deja inconsciente y lo meten en una celda con Mercedes. Se descubre que Nedley había sido asesinado a manos de Doc y que Nicole es ahora Sheriff. Perry, que es el prometido de Waverly Gibson, le dice a Waverly que el asesino de su madre, Bobo del Rey, había reaparecido y estaba en un hospital psiquiátrico. Cuando va a visitarlo, Bobo le habla de Wynonna, pero Waverly no sabe de quien habla. Beth descubre que necesita a Mercedes para romper el sello y consigue sacarla de la celda. Doc logra que Jeremy confíe en él y le deja escapar. Doc va a Shorty's y dispara a Dolls, que antes de morir mata a Doc. Doc le dice a Waverly que encuentre a la Iron Witch y deshaga el hechizo. Nicole ayuda a Waverly a encontrarla y consiguen recuperar sus recuerdos momentáneamente. Waverly le pide a Bobo que la ayude y lo ayuda a escapar. Bobo lleva a Nicole y a Waverly a la propiedad de los Earp, ahora infestada de revenants liderados por Doc, y las dos consiguen entrar en el granero, donde encuentran a Rosita y a Jeremy. Rosita es asesinada y Waverly hace explotar el granero con ellos dentro. Todo vuelve a la normalidad, Wynonna regresa y Bobo destruye el sello. |              |                                 |                |                   |                           |                      |
| 25 | 12           | «I Hope You Dance»              | Paolo Barzman  | Emily Andras      | 25 de agosto de 2017      | 0,44                 |
| Waverly y Wynonna, estando ahora de parto, descubren que el último sello está roto y que el plato decorativo estaba hecho del mismo material que Peacemaker. Bobo lleva a Las Viudas a la mina donde está enterrado Clootie. Mercedes le corta la mano al demonio y atrapa a Beth y a Bobo en la mina. Waverly y Wynonna obligan a la Iron With a fabricarles una bala con el material del plato. De camino al hospital, las hermanas se encuentran a Mercedes, que amenaza con matar a Jeremy y a Nicole, sin embargo, Beth aparece y amenaza con asesinar a Waverly. Doc y Wynonna se disparan a la vez, provocando que la bala de Wynonna se divida en dos y se desvíe para acabar con Las Viudas. Rosita y Waverly ayudan a Wynonna en el parto en Shorty's, pero Rosita deja inconsciente a la hermana menor y le dice a Wynonna que su bebé es un seguro para escapar. Waverly se despierta y dispara a Rosita con Peacemaker, pero no consigue matarla y escapa. Cuando Wynonna se lo pide, Waverly se lleva al bebé a la frontera, donde Nicole la estaba esperando. Al cruzar la línea, descubren que el bebé es realmente de Doc y que Waverly no es hija de Bobo. Perry aparece para llevarse al bebé a salvo y, más tarde, Wynonna se reencuentra con su madre. |              |                                 |                |                   |                           |                      |

### Temporada 3 (2018)
| N.º en serie | N.º en temp. | Título                           | Dirigido por  | Escrito por               | Fecha de emisión original                                  | Audiencia (millones) |
| --- | ------------ | -------------------------------- | ------------- | ------------------------- | ---------------------------------------------------------- | -------------------- |
| 26 | 1            | «Blood Red And Going Down»       | Paolo Barzman | Emily Andras              | 16 de julio de 2018 (EE. UU.) 20 de julio de 2018 (Canadá) | 0,37 0,42            |
| Investigando una masacre en Pussy Willows, Waverly y Nicole son hechizadas por vampiros, al igual que Jeremy más tarde. Wynonna va a visitar a su madre en un hospital psiquiátrico para preguntarle qué sabe sobre Bulshar. Wynonna le dice a Dolls que, cuando se habían llevado a su madre, su padre les había obligado a ella y a Willa que le dijeran a Waverly que se había ido voluntariamente. Doc es secuestrado por una vampira. Otro de ellos intenta hechizar a Wynonna en el granero, pero es capaz de matarlo y entra en la casa para avisar a Waverly. Nicole deja inconsciente a Wynonna, la meten en un ataúd y la llevan a una fiesta organizada por los vampiros. Dolls encuentra a Wynonna en el sótano y, antes de que los demonios puedan asesinar a los asistentes, consiguen romper el hechizo y matar a los vampiros. Wynonna deja vivo al líder del grupo y lo utiliza para mandarle un mensaje a Bulshar. De vuelta en Pussy Willows, Nicole consigue recordar un momento olvidado de su infancia y le dice a Dolls que es una superviviente de la Secta de Bulshar. Volviendo a casa, Wynonna le dice a Waverly que sabe dónde está su madre, sin embargo, tienen un accidente y el coche se sale de la carretera y vuelca. Waverly es arrastrada del coche por alguien. |              |                                  |               |                           |                                                            |                      |
| 27 | 2            | «When You Call My Name»          | Paolo Barzman | Caitlin D. Fryers         | 27 de julio de 2018                                        | 0,48                 |
| Tras el accidente, Waverly es secuestrada por un revenant y Wynonna se encuentra en un saliente en un precipicio. Alucinando, ve a su madre, que le ayuda a mantener la calma y conseguir salir del precipicio e ir en busca de Waverly. Sin Peacemaker, se adentra en el bosque y encuentra la cabaña en la que Waverly está retenida. Wynonna intenta rescatar a Waverly sin éxito. Doc le dice a Dolls que cuando murió en el universo paralelo, fue el infierno. Nicole encuentra los restos del coche y, con ayuda de Doc, va en busca de las hermanas. Wynonna mata al revenant y encuentra a Nicole y a Doc. De vuelta al sitio del accidente, Nicole baja con un arnés por el precipicio para recuperar a Peacemaker, sin embargo, uno de los seguidores de Bulshar corta la cuerda que la sujeta. Wynonna consigue sujetarla a tiempo mientras Dolls pelea contra el enemigo y utiliza sus poderes para matarlo, perdiendo su vida. |              |                                  |               |                           |                                                            |                      |
| 28 | 3            | «Colder Weather»                 | Ron Murphy    | Emily Andras              | 3 de agosto de 2018                                        | 0,51                 |
| Dolls descubre que alguien había entrado en Shorty's y se encuentra a un hombre que dice ser amigo de Dolls. En la habitación de Dolls, Nicole le habla a Waverly sobre su experiencia con la Secta de Bulshar y encuentran un sobre que Dolls había dejado para Wynonna, sin embargo, alguien se lo roba cuando salen del edificio. Wynonna descubre que Jeremy sabía que Dolls iba a morir y le dice que se vaya. En el velatorio de Dolls, Waverly le pide ayuda a Doc para identificar a la ladrona de la carta y Nicole encuentra a Jeremy en el sótano de Shorty's y descubren que alguien había robado las drogas de Dolls. Unos revenants entran en el bar, pero son derrotados. Waverly descubre que la ladrona y vampira es la mujer de Doc, Kate, y recupera la carta. Nicole hace entrar en razón a Wynonna y le dice que le pida perdón a Jeremy, sin embargo, cuando lo encuentra, lo ve atado a una silla a manos del amigo de Dolls, que quiere el sérum para acabar con Black Badge. Wynonna consigue convencerlo para que no lo haga y se despide de él. Después del funeral, Wynonna abre la carta, que contiene una foto del grupo entero y una de ella. Doc va a casa de Kate.                                                                                                  |              |                                  |               |                           |                                                            |                      |
| 29 | 4            | «No Cure For Crazy»              | Ron Murphy    | Brendon Yorke             | 10 de agosto de 2018                                       | 0,54                 |
| 30 | 5            | «Jolene»                         | Paolo Barzman | Shelley Scarrow           | 17 de agosto de 2018                                       | 0,60                 |
| 31 | 6            | «If We Make It Through December» | Paolo Barzman | Emily Andras & Matt Doyle | 24 de agosto de 2018                                       | 0,48                 |
| 32 | 7            | «I Fall To Pieces»               | Grant Harvey  | Noelle Carbone            | 31 de agosto de 2018                                       | 0,50                 |
| 33 | 8            | «Waiting Forever For You»        | Grant Harvey  | Caitlin D. Fryers         | 7 de septiembre de 2018                                    | 0,50                 |
| 34 | 9            | «Undo It»                        | April Mullen  | Brendon Yorke             | 14 de septiembre de 2018                                   | 0,49                 |
| 35 | 10           | «The Other Woman»                | April Mullen  | Noelle Carbone            | 21 de septiembre de 2018                                   | 0,46                 |
| 36 | 11           | «Daddy Lessons»                  | Paolo Barzman | Shelley Scarrow           | 28 de septiembre de 2018                                   | 0,39                 |
| 37 | 12           | «War Paint»                      | Paolo Barzman | Emily Andras              | 28 de septiembre de 2018                                   | 0,34                 |

### Temporada 4 (2020–21)
| Parte 1 |    |                            |                  |                   |                      |      |
| 38      | 1  | «On the Road Again»        | Paolo Barzman    | Brendon Yorke     | 26 de julio de 2020  | 0,46 |
| 39      | 2  | «Friends in Low Places»    | Paolo Barzman    | Emily Andras      | 2 de agosto de 2020  | 0,27 |
| 40      | 3  | «Look at Them Beans»       | Melanie Scrofano | Shelley Scarrow   | 9 de agosto de 2020  | 0,35 |
| 41      | 4  | «Afraid»                   | Ron Murphy       | Matt Doyle        | 16 de agosto de 2020 | 0,23 |
| 42      | 5  | «Holy War Part 1»          | Ron Murphy       | Noelle Carbone    | 23 de agosto de 2020 | 0,27 |
| 43      | 6  | «Holy War Part 2»          | Ron Murphy       | Brendon Yorke     | 30 de agosto de 2020 | 0,34 |
| Parte 2 |    |                            |                  |                   |                      |      |
| 44      | 7  | «Love's All Over»          | Paolo Barzman    | Shelley Scarrow   | 5 de marzo de 2021   | 0,34 |
| 45      | 8  | «Hell Raisin' Good Time»   | Paolo Barzman    | Caitlin D. Fryers | 12 de marzo de 2021  | 0,28 |
| 46      | 9  | «Crazy»                    | Jem Garrard      | Matt Doyle        | 19 de marzo de 2021  | 0,33 |
| 47      | 10 | «Life Turned Her That Way» | Jem Garrard      | Noelle Carbone    | 26 de marzo de 2021  | 0,30 |
| 48      | 11 | «Better Dig Two»           | Paolo Barzman    | Emily Andras      | 2 de abril de 2021   | 0,20 |
| 49      | 12 | «Old Souls»                | Paolo Barzman    | Emily Andras      | 9 de abril de 2021   | 0,28 |

## Producción
Syfy adquirió los derechos estadounidenses de Wynonna Earp que pertenecían a SEVEN24 Films y a IDW Entertainment en julio de 2015 y ordenó 13 episodios. La distribución internacional de la serie fue adquirida por Dynamic Television en septiembre de 2015. El 30 de septiembre de 2015, SEVEN24 Films anunció que CHCH-DT había adquirido los derechos de retransmisión canadienses.
Melanie Scrofano fue escogida para interpretar a la protagonista junto a Tim Rozon como Doc Holliday y a Shamier Anderson como el Agente Dolls. Dominique Provost-Chalkley fue elegida para interpretar a Waverly Earp. Para los papeles secundarios, Michael Eklund interpretaría al villano Bobo Del Rey y Katherine Barrell a la Oficial Nicole Haught.
La canción "Tell That Devil" escrita por Jill Andrews fue elegida para el tema principal de la serie. Los títulos de los episodios de Wynonna Earp están basados en canciones country.
ViacomCBS Networks International adquirió los derechos de retransmisión de la serie para sus canales multinacionales Spike en julio de 2016. En marzo de 2017, Bell Media anunció un nuevo consorcio con Space y SEVEN24 Films para ser los coproductores de la serie. En 2019,  Cineflix Studios se unió a los coproductores y Cineflix Right se convirtió en el agente de derechos internacionales para todas las temporadas. En septiembre de ese año, Space Channel se transformó en el CTV Sci-Fi Channel.

### Temporada 1
El rodaje de la temporada 1 se produjo entre el 14 de septiembre de 2015 y el 12 de febrero de 2016 en Calgary, Alberta, Canadá. Las localizaciones incluyeron Bridgeland, Inglewood y Heritage Park y los exteriores de Purgatorio se grabaron en Didsbury, Alberta.
Syfy publicó los primeras imágenes promocionales y la sinopsis de la serie el 6 de noviembre de 2015. El primer tráiler se estrenó en enero de 2016 a través de IGN.
Wynonna Earp se estrenó el 1 de abril de 2016 en Syfy y el 4 de abril de 2016 en CHCH-DT.

### Temporada 2
El 23 de julio de 2016 se anunció la renovación para una segunda temporada durante el panel de Wynonna Earp en la Convención Internacional de Cómics de San Diego. En Canadá, la serie se trasladó de CHCH-DT a Space el 15 de abril de 2017.
Después de que la serie fuera renovada para una segunda temporada, Melanie Scrofano descubrió que estaba embarazada. Emily Andras decidió incorporar su embarazo a la historia del personaje de Wynonna e informó a IDW Entertainment de la posible trama y Syfy añadió dos episodios más, ampliando la temporada de 10 a 12 episodios.
La temporada 2 comenzó el rodaje el 12 de diciembre de 2016 en Calgary y los alrededores y acabó el 13 de abril de 2017. Otras localizaciones se llevaron a cabo en Springbank, Alberta. Varun Saranga y Tamara Duarte se unieron al reparto recurrente como Jeremy Chetri y Rosita respectivamente.
El sneak peek y el avance de la nueva temporada se estrenaron el 1 de abril de 2017 y el tráiler principal se estrenó oficialmente el 19 de mayo de 2017. Syfy publicó el póster de la temporada el 24 de mayo de 2017.f
La segunda temporada se estrenó el 9 de junio de 2017 en Syfy y Space.

### Temporada 3
El 22 de julio de 2017, David Ozer, el presidente de IDW Entertainment, anunció en el panel de la Convención Internacional de Cómics de San Diego que la serie había sido renovada para una tercera temporada y que se estrenaría en 2018. Space anunció el mismo día que había ordenado 12 episodios junto a Syfy.
El rodaje de la tercera temporada comenzó el 15 de enero de 2018 y terminó el 7 de mayo de 2018. El 5 de febrero de 2018, la serie anunció que Megan Follows interpretaría a Michelle Earp, la madre de Wynonna y Waverly Earp.
En marzo de 2018, Syfy y Space anunciaron que la serie contaría con Zoie Palmer como estrella invitada en el rol de Jolene y que Chantel Riley se uniría al reparto secundario como una cazarrecompensas llamada Kate. Bell Media anunció el 24 de abril que Jann Arden interpretaría a Bunny Loblaw, miembro del consejo de Purgatorio.
El cartel de la temporada se publicó el 5 de junio de 2018 junto a fotos de los actores. El tráiler de Syfy se estrenó el 8 de junio de 2018. Space publicó su propio tráiler el 15 de junio. Los títulos de los episodios se dieron a conocer el 19 de junio de 2018.
La temporada 3 se estrenó el 20 de julio de 2018 en Syfy y Space.

### Temporada 4
El 21 de junio de 2018 se anunció en la Convención Internacional de Cómics de San Diego que la serie había sido renovada para una cuarta temporada. La temporada se estrenaría en 2019 y contaría con 12 episodios.
A finales de febrero de 2019 se anunció que el comienzo de la producción de la nueva temporada había sido retrasada debido a los problemas financieros de IDW Entertainment. El 2 de julio de 2019 se anunció que la producción comenzaría a finales del 2019 y que el rodaje empezaría en enero de 2020, con Cineflix Studios como coproductor. Emily Andras agradeció a los aficionados de Wynonna Earp su lealtad por la serie. 
El rodaje de la cuarta temporada comenzó en Calgary el 15 de enero de 2020. Martina Ortiz-Luis, Andrew Phung y Ty Olsson se unieron al reparto. La producción fue detenida temporalmente el 16 de marzo debido a la pandemia de coronavirus.
El tráiler de la cuarta temporada se estrenó el 26 de junio de 2020. El cartel se decidió en un concurso para los aficionados en Syfy en junio de 2020, el ganador siendo elegido por Emily Andras.
El 26 de junio de 2020, se anunció que los seis primeros episodios de la cuarta temporada se estrenarían el 26 de junio. El rodaje del resto de los episodios se retomó el 16 de julio de 2020.
El 5 de febrero de 2021, Syfy anunció que había cancelado la serie y que la segunda mitad de la temporada se estrenaría el 5 de marzo.
A pesar de la cancelación, Eric Volmers del Calgary Herald informó que Seven24 Films estaba en contacto con productores estadounidenses y que esperaba seguir adelante con la serie. Los aficionados han empezado una campaña internacional para intentar conseguir la quinta temporada.

### Wynonna Earp: Vengeance
El 8 de febrero de 2024 se anunció que la serie volvería a las pantallas a través de Tubi con un nuevo episodio especial de 90 minutos dirigido por Paolo Barzman. También se dio a conocer que Melanie Scrofano, Tim Rozon, Dom Provost-Chalkley y Katherine Barrell regresarían para interpretar sus personajes originales. El primer trailer se presentó en la Comic-Con de San Diego el 27 de julio de 2024. El episodio se estrenará el 13 de septiembre de 2024.

## Premios y nominaciones

### Premios

#### Aurora Awards
| Año  | Categoría                                            | Nominados                  | Resultado |
| ---- | ---------------------------------------------------- | -------------------------- | --------- |
| 2018 | Mejor Presentación Visual - Wynonna Earp Temporada 2 | Emily Andras y Brad Wright | Nominados |

#### Canadian Screen Awards
| Año  | Categoría                                               | Nominados | Resultado |
| ---- | ------------------------------------------------------- | --- | --------- |
| 2017 | Mejor guion de Serie Dramática                          | Emily Andras (episodio: "Purgatorio") | Nominada  |
| 2017 | Mejor Logro en Maquillaje                               | Joanne Jacobsen y Jo-Dee Thomson (episodio: "Diggin' Up Bones") | Nominadas |
| 2017 | Mejor Diseño de Vestuario                               | Jennifer Haffenden (episodio: "Keep the Home Fires Burning") | Nominada  |
| 2017 | Mejor Música Original para una Serie                    | Robert Carli y Peter Chapman (episodio: "House of Memories") | Nominados |
| 2017 | Mejores Efectos Visuales                                | Geoff Scott, William Garrett, Sarah Wormsbecher, Eric Doiron, Nathan Larouche, Anthony DeChellis y Lon Molnar (episodio: "I Walk the Line")                                     | Nominados |
| 2017 | Mejor Proyecto de Multiplataforma - Ficción             | Wynonna Earp Interactive, Daniel Dales, Jarrett Sherman, Alex Lalonde, Jordy Randall y Emily Andras (Compañía de Producción: Digital Howard Inc.)                               | Ganadores |
| 2018 | Mejor guion de Serie Dramática                          | Emily Andras (episodio: "I Hope You Dance") | Nominada  |
| 2018 | Mejor Proyecto de Multiplataforma - Ficción             | Wynonna Earp Digital, Daniel Dales, Jarrett Sherman, Alex Lalonde, Emily Andras, Jordy Randall y Tom Cox (Compañía de Producción: Digital Howard Inc.)                          | Ganadores |
| 2019 | Mejor Actriz Principal, Serie Dramática                 | Melanie Scrofano | Nominada  |
| 2019 | Mejor Fotografía, Drama                                 | Gavin Smith (episodio: "Undo It") | Nominado  |
| 2019 | Mejor Sonido, Ficción                                   | Mark Shnuriwsky, Janice Ierulli, Matthew Hussey, Sid Lieberman, Michael Markiw, Mike Woroniuk y Paul Shubat (episodio: "War Paint")                                             | Nominados |
| 2019 | Mejor Diseño de Producción o Dirección de Arte, Ficción | Ingrid Jurek, Cathy Cowan, Amber Humphries (episodio: "Daddy Lessons") | Nominadas |
| 2019 | Mejor Diseño de Vestuario                               | Jennifer Haffenden (episodio: "War Paint") | Nominada  |
| 2019 | Mejores Efectos Visuales                                | Lon Molnar, Giancarlo Derchie, Mike Duffy, Che Spencer, Anthony De Chellis, Mike Kwan, Frank Calero, Michael Enzbrunner, Parastu Rezaie y Mark Ferguson (episodio: "War Paint") | Nominados |
| 2019 | Mejor Logro en Peluquería                               | Jo-Dee Thomson (episodio: "Blood Red and Going Down") | Nominada  |
| 2019 | Mejor Logro en Maquillaje                               | Joanne Jacobsen (episodio: "War Paint") | Ganadora  |
| 2021 | Mejor Actriz Principal, Serie Dramática                 | Melanie Scrofano | Nominada  |
| 2021 | Mejor Logro en Maquillaje                               | Joanne Jacobsen (episodio: "Afraid") | Nominada  |
| 2021 | Mejor Diseño de Producción o Dirección de Arte, Ficción | Trevor Smith, Bill Ives, Amber Humphries (episodio: "Friends in Low Places") | Nominados |
| 2021 | Mejor Sonido, Ficción                                   | Mike Markiw, Janice Ierulli, Matthew Hussey, Mark Shnuriwsky, Clive Turner, Sid Lieberman, Mike Woroniuk y Paul Shubat (episodio: "Friends in Low Places")                      | Nominados |
| 2021 | Mejor Serie de Drama                                    | Emily Andras (episodio: "Friends in Low Places") | Nominada  |
| 2022 | Mejor Actriz Principal, Serie Dramática                 | Melanie Scrofano | Nominada  |
| 2022 | Mejor Actor de Reparto, Serie Dramática                 | Tim Rozon | Ganador   |
| 2022 | Mejor aparición especial, Serie Dramática               | Jann Arden (episodio: "Love's All Over") | Nominada  |
| 2022 | Mejor Logro en Maquillaje                               | Joanne Jacobsen, Gunther Schetterer (episodio: "Better Dig Two") | Nominados |
| 2022 | Mejor Diseño de Vestuario                               | Jennifer Haffenden (episodio: "Hell Raisin’ Good Time") | Ganadora  |
| 2022 | Mejor Logro en Peluquería                               | Jo-Dee Thomson (episodio: "Hell Raisin’ Good Time") | Ganadora  |
| 2022 | Mejor Edición, Drama                                    | Michael Doherty (episodio: "Old Souls") | Nominado  |
| 2022 | Mejor Diseño de Producción o Dirección de Arte, Ficción | Trevor Smith, Amber Humphries (episodio: "Hell Raisin’ Good Time") | Ganadores |
| 2022 | Mejor Sonido, Ficción                                   | Mark Shnuriwsky, Janice Ierulli, Matthew Hussey, Sid Lieberman, Michael Markiw, Mike Woroniuk y Paul Shubat (episodio: "Better Dig Two")                                        | Nominados |
| 2022 | Mejor Música Original, Ficción                          | Robert Carli, Peter Chapman (episodio: "Better Dig Two") | Ganadores |
| 2022 | Mejor guion de Serie Dramática                          | Emily Andras (episodio: "Old Souls") | Nominada  |

#### Dragon Awards
| Año  | Categoría                                 | Nominados    | Resultado |
| ---- | ----------------------------------------- | ------------ | --------- |
| 2017 | Mejor Serie de Ciencia Ficción o Fantasía | Wynonna Earp | Nominada  |

#### GLAAD Media Awards
| Año  | Categoría             | Nominados    | Resultado |
| ---- | --------------------- | ------------ | --------- |
| 2017 | Mejor Serie Dramática | Wynonna Earp | Nominada  |
| 2019 | Mejor Serie Dramática | Wynonna Earp | Nominada  |
| 2021 | Mejor Serie Dramática | Wynonna Earp | Nominada  |

#### Premios People's Choice
| Año  | Categoría                                   | Nominados    | Resultado |
| ---- | ------------------------------------------- | ------------ | --------- |
| 2018 | Serie de Ciencia Ficción o Fantasía de 2018 | Wynonna Earp | Ganadora  |
| 2020 | Serie de Ciencia Ficción o Fantasía de 2018 | Wynonna Earp | Ganadora  |

#### Rockie Awards
| Año  | Categoría                          | Nominados    | Resultado |
| ---- | ---------------------------------- | ------------ | --------- |
| 2017 | Ciencia Ficción, Fantasía y Acción | Wynonna Earp | Nominada  |

#### Rosie Awards
| Año  | Categoría                                    | Nominados                                                                                       | Resultado |
| ---- | -------------------------------------------- | ----------------------------------------------------------------------------------------------- | --------- |
| 2017 | Mejor Serie Dramática                        | Tom Cox y Jordy Randall, Productores, SEVEN24 Films                                             | Ganadores |
| 2017 | Mejor Actuación de un Actor de Alberta       | Peter Skagen (episodio: "Leavin On Your Mind")                                                  | Nominado  |
| 2017 | Mejor Actuación de un Actor de Alberta       | Shaun Johnston (episodio: "Landslide")                                                          | Nominado  |
| 2017 | Mejor Sonido (Drama de más de 30 minutos)    | Michael Playfair, Robert "Arjay" Joly, Steve Forst y Paul Shubat (episodio: "I Walk the Line")  | Nominados |
| 2017 | Mejor Diseño de Producción/Dirección de Arte | Trevor Smith (episodio: "Two-Faced Jack")                                                       | Nominado  |
| 2017 | Mejor Diseño de Vestuario                    | Jennifer Haffenden (episodio: "She Wouldn't Be Gone")                                           | Nominada  |
| 2017 | Mejor Artista(s) de Maquillaje y Peluquería  | Joanne Jacobsen, Jo-Dee Thomson, Gunther Schetterer y Linda Nelson (episodio:"Diggin Up Bones") | Nominadas |

#### WGC Screenwriting Awards
| Año  | Categoría                      | Nominados                                               | Resultado |
| ---- | ------------------------------ | ------------------------------------------------------- | --------- |
| 2017 | Mejor guion de una Serie Nueva | Alexandra Zarowny (episodio: "Bury Me With My Guns On") | Ganadora  |

### Concursos

#### Canadian Screen Awards: Audience Award
| Año  | Categoría                         | Nominados                  | Resultado |
| ---- | --------------------------------- | -------------------------- | --------- |
| 2019 | Cogeco Fund Audience Choice Award | Dominique Provost-Chalkley | Ganadora  |
| 2020 | Cogeco Fund Audience Choice Award | Katherine Barrell          | Ganadora  |
| 2021 | Cogeco Fund Audience Choice Award | Melanie Scrofano           | Ganadora  |
| 2022 | Cogeco Fund Audience Choice Award | Wynonna Earp               | Ganadora  |

#### E! Online
| Año  | Categoría             | Nominados        | Resultado |
| ---- | --------------------- | ---------------- | --------- |
| 2017 | Girl on Top           | Melanie Scrofano | Ganadora  |
| 2018 | TV's Top Leading Lady | Melanie Scrofano | Ganadora  |